# Mats Nilsson (dirigent)
Mats Nilsson, född 17 juni 1958 i Arvika, är en svensk dirigent.

## Biografi
Mats Nilsson studerade vid Kungliga Musikhögskolan och avlade diplomexamen med kördirigering som huvudämne. Han har haft Eric Ericson som lärare i kördirigering, och studerade orkesterdirigering för bland annat Kjell Ingebretsen och Jorma Panula. Han har också studerat piano för Greta Erikson och tidig musik för Andrew Parrott i Oxford.
Mats Nilsson är professor i kördirigering vid Kungliga Musikhögskolan i Stockholm, och leder sedan 2009 Kungliga Musikhögskolans kammarkör. Har även varit dirigent för Bachkören och Immanuelskyrkans vokalensemble. För närvarande är Mats Nilsson ledare för Maria Magdalena Kammarkör och Maria Magdalena Vokalensemble vid Maria Magdalena församling i Stockholm.
Mellan 1998 och 2003 var han lärare i kördirigering vid Sydney Conservatorium of Music och dirigent för Sydney Philharmonia Choirs. I Sydney dirigerade han många kör- och orkesterverk såsom Verdis Requiem, Mozarts c-mollmässa och de flesta av Bachs större körverk.
Nilsson har varit gästdirigent i Radiokören, Lettiska Radiokören, Göteborgs symfoniska kör samt Coro di Santa Cecilia, Rom. Som kormästare har han arbetat tillsammans med Neeme Järvi, Claudio Abbado, m.fl. Bland orkestrar han har arbetat med kan nämnas Göteborgs Symfoniker, Sydney Philharmonia Orchestra och Tasmanian Symphony Orchestra.

## Utmärkelser
- 2014 – Årets körledare [2]